# 美國航空331號班機事故
美國航空331號班機是美國航空一個由美國首都華盛頓罗纳德·里根华盛顿国家机场飛往牙买加金斯敦诺曼·曼利国际机场，中途停邁阿密的定期航班。在2009年12月22日，一架波音737-800客機執行此任務，在京士敦國際機場降落時因天氣惡劣及機場導航燈故障，全機滑出跑道盡頭並斷為三截，所幸無人因此而喪生。

## 飛機資料

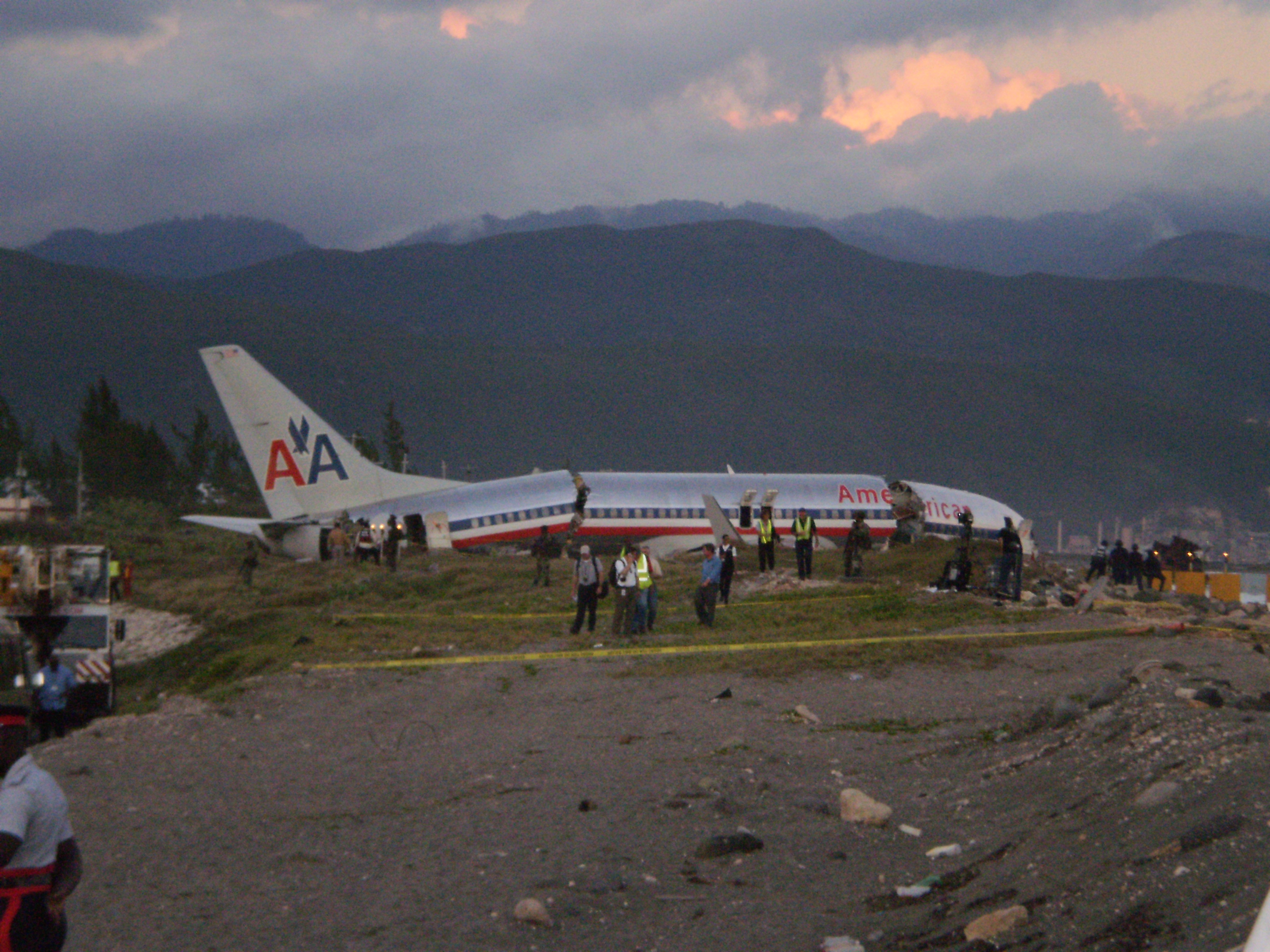
失事班機殘骸

肇事飛機為波音737-823，登記編號為N977AN，使用CFM56-7B27发动机，於2001年11月30日投入服務。

## 事發經過
美加東岸時間（UTC-5）22時22分，肇事客機在京斯敦國際機場12跑道降落後，疑因天氣惡劣，飛機未能在跑道盡頭前煞停，最後滑出跑道。事發後，特別天氣報告才發出。
有乘客表示，在飛機飛行途中，已多次因為遇上氣流而暫停機艙服務（包括派發餐膳）；也有其他乘客表示飛機在著陸時搖擺不定。而事發時，部分機場降落導航燈失效。牙買加當局低估了導航燈失效所帶來的影響，又指出飛行員早已得悉，更指機場跑道上的燈仍是亮著的。地面輔助導航儀在事發後被一架飛機確認為正常運作的。
肇事飛機嚴重損毀，機身斷成三截，分別在機翼前方和後方斷開，其中一台發動機飛脫，另一邊機翼的反翼脫落，機鼻部分亦有損毀，起落架在事發時並沒有放出。

## 後續和調查
京斯敦國際機場一度關閉，約400名旅客受影響，航班需改飛蒙特哥灣。
美國國家運輸安全委員會（NTSB）之後派出一隊人員，協助牙買加民航局（Jamaica Civil Aviation Authority）調查此事故，美航亦派出一隊專家協助調查。
調查報告指出，331航班的飛行員在進入牙買加領空時，已向牙買加航空管制中心提出在跑道提供儀表著陸系統，以便晚間進行降落。但當晚12跑道吹著順風，不利降落，於是盤旋一圈至30跑道降落。
牙買加民航局總裁奧斯卡·杜比上校（Col. Oscar Derby），在事發後一星期表示，肇事飛機在全長8,910英呎（2,716米）跑道的約一半位置才成功著陸。他又指出，該737客機設有平視顯示，輔助飛行員在跑道的首1,000英呎（305米）降落，其他因素包括風向和濕滑的跑道。京斯敦國際機場的跑道，正正就是不設排水設備的，肇事飛機當時載有頗多燃油（因機組人員早已得悉牙買加的天氣情況，故多帶燃油以便一旦京斯敦機場關閉時，有足夠燃油折返邁阿密）。
調查人員解讀飛行紀錄儀後，得悉肇事飛機在跑道的4,100英呎（1,250米）位置才成功著陸，而飛機的正常的著陸位置約為介乎1,000至1,500呎（305至457米）之間。肇事飛機衝離跑道盡頭後，仍以每小時72英里（約115公里）的速度前進，當時的順風風速為每小時6英里（10公里），剛在上限的7英里（11公里）內。

## 乘客資料
事故中共有92人送院救治，其中4人傷勢較嚴重。機長拜恩·高爾（Brian Cole）的身體及手臂有瘀斑，但沒有受傷。
根據美國的官方資料，機上的乘客中，美國籍的佔76人。
美國航空事發賠償5,000美元予每位肇事航班上的乘客，作為因行李被長時間扣起而造成的損失。

## 外部連結
- 美航新聞稿–331號班機 （页面存档备份，存于）
- 肇事飛機相片 （页面存档备份，存于）